# Цяньань (Таншань)
Цяньа́нь (кит. упр. 迁安, пиньинь Qiān'ān) — городской уезд городского округа Таншань провинции Хэбэй (КНР).

## История
При империи Хань здесь существовал уезд Линчжи (令支县). При империи Северная Вэй он был присоединён к уезду Фэйжу (肥如县).
При киданьской империи Ляо был создан уезд Аньси (安喜县). При чжурчжэньской империи Цзинь он был переименован в Цяньань (迁安县). При монгольской империи Юань в 1255 году уезд Цяньань был присоединён к уезду Лулун, но затем был восстановлен.
В 1947 году западная часть уезда Цяньань была выделена в отдельный уезд Цяньси.
В 1949 году был образован Специальный район Таншань (唐山专区), и уезд вошёл в его состав. В 1959 году уезд Цяньси был разделён между уездами Цзуньхуа и Цяньань, но в 1961 году воссоздан. В 1968 году Специальный район Таншань был переименован в Округ Таншань (唐山地区). В 1983 году решением Госсовета КНР город Таншань и округ Таншань были расформированы, и уезд Цяньань вошёл в новосозданный Городской округ Таншань. В 1996 году решением Госсовета КНР уезд Цяньань был преобразован в городской уезд.

## Административное деление
Городской уезд Цяньань делится на 4 уличных комитета, 10 посёлков и 7 волостей.